# Pingasa angulifera
Pingasa angulifera là một loài bướm đêm trong họ Geometridae.